# Sáseta
Sáseta (en euskera Saseta) es la denominación de un antiguo municipio, en el partido de Miranda de Ebro, código INE-095144. Hoy corresponde a una pequeña localidad de Castilla y León, Burgos (España), perteneciente al Ayuntamiento del Condado de Treviño (Ebro). 
Su antigua Junta Vecinal quedó disuelta en 1974 y el pueblo llegó a estar prácticamente deshabitado, si bien actualmente tiene varias casas habitualmente ocupadas y un bar que abre todos los fines de semana del pueblo. En 2004 contaba con 14 habitantes.

## Población histórica
En el censo de la matrícula catastral con 8 hogares y 25 vecinos.
Entre el censo de 1857 y el anterior, este municipio desaparece porque se integra en el municipio 09109 Condado de Treviño

## Situación
En el valle del río Ayuda aguas arriba, 18 km al este de la capital del municipio, Treviño, atravesando Pariza y Urarte, este último en Álava.

## Demografía
Evolución de la población
| Gráfica de evolución demográfica de Sáseta entre 2000 y 2017       |
|                                                                    |
| Población de derecho (2000-2017) según el padrón municipal del INE |

## Historia
Así se describe a Sáseta en el tomo XIII del Diccionario geográfico-estadístico-histórico de España y sus posesiones de Ultramar, obra impulsada por Pascual Madoz a mediados del siglo XIX:

Villa con ayuntamiento en la provincia, audiencia territorial, capitanía general de Burgos (18 leguas), partido judicial de Miranda de Ebro, diócesis de Calahorra (11). Situada en el declive de una pequeña altura, con buena ventilación y clima frío, pero sano. Tiene 8 casas con la de ayuntamiento, la cual sirve también de cárcel; iglesia parroquial (San Esteban mártir) servida por un cura párroco de provisión ordinaria, y un cementerio al N de dicha iglesia. El término confina N Oquina; E Marquinos; S Urarte, y O Pariza. El terreno en general es montuoso, bastante poblado de robles y encinas; entre los muchos barrancos que forma, hay uno muy notable por su profundidad, por el cual corre el río Hubieran, sobre el que cruza un puente. Además de los caminos locales, pasa por el pueblo el nuevo camino que conduce a Santander. El correo lo recogen en Vitoria los interesados. Producciones: cereales y legumbres; cría ganado lanar, caballar, vacuno y cabrío; caza de perdices, y pesca de truchas. Población: 8 vecinos, 25 almas. Capital productivo: 11.500 reales. Imponible: 427. Contribución: 1.592 reales 22 maravedíes.
Diccionario geográfico-estadístico-histórico de España y sus posesiones de Ultramar